# 下村政嗣
下村 政嗣（しもむら まさつぐ、1954年 - ） は、日本の有機合成化学者。専門はバイオミメティクス（生物模倣技術）、ナノ材料科学。東北大学名誉教授、北海道大学名誉教授。

## 人物・経歴
福岡市に生まれる。1972年福岡県立修猷館高等学校を経て、1978年九州大学工学部合成化学科を卒業。1980年同大学院工学研究科合成学専攻修士課程を修了。
1980年九州大学工学部助手となり、1985年九州大学工学博士の学位を取得。同年東京農工大学工学部助教授を経て、1993年北海道大学電子科学研究所教授に就任。2002年同電子科学研究所附属ナノテクノロジー研究センター長となる。その間、1999年より2007年まで理化学研究所フロンティア研究システム時空間機能材料研究グループチームリーダーを兼任する。
2007年4月東北大学多元物質科学研究所教授に就任。同年10月同原子分子材料科学高等研究機構教授となる。
2014年4月に千歳科学技術大学理工学部教授に就任、また2017年8月15日には特定非営利活動法人（NPO 法人）「バイオミメティクス推進協議会」を設立し、理事長に就任した。2019年4月には千歳科学技術大学が移行した公立千歳科学技術大学理工学部教授となった。

## 著書
- 『自然にまなぶ! ネイチャー・テクノロジー：暮らしをかえる新素材・新技術115』（石田秀輝共著、学研パブリッシング、2011年）
- 『トコトンやさしいバイオミメティクスの本』（日刊工業新聞社、2016年）
- 『地球を救うスーパーヒーロー生き物図鑑』（谷口守他共著、エクスナレッジ、2022年）